# Emilio Carlos Guruceta
Emilio Carlos Guruceta Muro (San Sebastián; 4 de noviembre de 1941 - Fraga, Huesca; 25 de febrero de 1987) fue un árbitro internacional de fútbol español.

## Trayectoria
Debutó en Primera División el 21 de septiembre de 1969, en el encuentro Zaragoza-Pontevedra (2-1). En aquella misma temporada fue protagonista directo de la confrontación Barcelona-Real Madrid de cuartos de final de la Copa del Generalísimo, en la que sancionó con penalti un derribo de Rifé a Velázquez a un metro fuera del área, razón por la que permaneció recusado por el Barcelona hasta julio de 1985. 
El balance de su primera campaña arrojó un saldo de ocho partidos y cuatro recusaciones. En Riazor pitó por única vez al Barcelona en una confrontación liguera (0-0). Su encuentro número 100 fue el Celta-Las Palmas (1-2) del 26 de noviembre de 1978. En la temporada anterior había sido designado para arbitrar la poco frecuente cifra de 16 partidos.
El 6 de junio de 1970, partido de ida de cuartos de final de la Copa del Generalísimo entre Barcelona y Real Madrid el árbitro Zariquiegui había concedido un segundo gol al Madrid, partiendo Amancio de presunto fuera de juego.
Guruceta fue el árbitro elegido para la vuelta, debutante esa temporada en primera división. Debían superar los azulgrana el dos a cero, y Rexach marcó el primer tanto antes del descanso. Pero la hazaña se frustraba cuando, en el segundo tiempo (minuto 59) el colegiado Guruceta señalaba como penalti una falta de Quimet Rifé sobre Velázquez a más de un metro del área. Comenzó en las gradas un nuevo capítulo de indignación con lanzamiento de almohadillas incluido. El capitán culé, tras el empate blanco, se fue hacia Guruceta y le dijo: “eres un madridista, no tienes vergüenza”...y lo expulsaron. Luego se ignoró un penalti sobre Rifé y el partido ya no se pudo continuar ante el clamor popular y la incapacidad para hacerlos callar. Saltaban al campo espectadores y se dio por terminado el encuentro 5 minutos antes del final.
Tras aquel espectáculo el comité sancionó al Barcelona con la máxima multa de entonces: 90.000 pesetas y aviso de cierre del campo. Se desestimó la repetición del partido castigando a Eladio con dos partidos y suspensión a Guruceta de seis meses. El presidente del Colegio Nacional, José Plaza Pedraz, descontento con la decisión, dimitió de su cargo cuando se sancionó a Guruceta con 6 meses de suspensión por el partido que le hizo famoso.
El mismo presidente volvería a su puesto promocionando a Guruceta y, de aquella época se le atribuye decir la frase: "Mientras yo sea presidente de los árbitros, el Barça no ganará la liga"; lo cierto es que no existen pruebas documentadas de que lo dijera, y que quien le acusaba de tal cosa era un árbitro llamado Antonio Camacho que había estado implicado en una trama de corrupción arbitral, y que había sido apartado de la carrera arbitral. Al mismo tiempo Plaza trataba de promocionar a Guruceta para que representara a España en el Copa Mundial de fútbol de 1978. Llegó a la categoría de internacional el 27 de marzo de 1974, en un encuentro de juveniles entre las selecciones de Portugal y Suiza (5-1). Su primer partido de selecciones absolutas fue el Portugal-Inglaterra (0-0) del 4 de abril de aquel mismo año.
Entre sus más de cien partidos internacionales deben recordarse los que correspondieron a los Juegos Olímpicos de Montreal y de Moscú, en 1976 y 1980. También participó en el Mundial de Fútbol Universitario de 1977 y en la Universiada de 1979. Su anécdota más curiosa se dio precisamente en esta última competición, en la que expulsó a los once jugadores de Paraguay en su encuentro con Corea del Sur.
Al margen del tiempo que permaneció sancionado por el penalti del Camp Nou, tuvo ausencias prolongadas en otras dos ocasiones. La primera, en 1978, por causa del accidente de circulación que sufrió en Mansilla de las Mulas (León) en el cual falleció el ocupante del vehículo con el que colisionó. Tan pronto como se recuperó de las lesiones, volvió al arbitraje. Adscrito al Colegio Guipuzcoano, en verano de 1984 se trasladó a vivir a Elche para abrir una empresa de calzados. Gestionó, a raíz de esta circunstancia profesional, su traslado al Colegio Murciano, por la proximidad a su lugar de residencia.
Por esta razón y por cuestiones familiares, estuvo seis meses en excedencia. Antes de su reaparición, en 1983, arbitró un partido de fútbol del interpueblos en Segovia en Urueñas. Cuando reapareció, mediada la temporada 1984/85, ya lo hizo como colegiado murciano. En agosto de 1985, anulado por acuerdo de asamblea el derecho de los clubes a recusar a los árbitros, volvió a dirigir al Barcelona en el Trofeo Ciutat de Palma, en un partido ante el Grêmio Foot-Ball Porto Alegrense. Su última actuación, la 186 de Liga, se produjo el 21 de febrero de 1987 en el Estadio de Sarriá, con un RCD Español-Mallorca que acabó 3-1 favorable para los blanquiazules. 
Finalmente, cuatro días después al dirigirse a arbitrar el partido de Copa entre el Osasuna-Real Madrid, Emilio Guruceta, falleció  en un accidente de circulación, al colisionar el BMW E30 323i que conducía contra un camión que se encontraba estacionado en el arcén de la autopista A-2, a la altura del kilómetro 150, en Fraga, provincia de Huesca. Estaba casado y tenía dos hijos, de cinco y un año respectivamente, a los que dejó prácticamente desamparados,sin que su viuda e hijos tuvieran derecho a pensión alguna, siendo que sólo tuvo de apoyo de lo recaudado en dos partidos benéficos que se realizaron.
En el accidente también encontró la muerte el juez de línea, Eduardo Vidal Torres, resultando herido el tercer integrante del trío arbitral, Antonio Coyes Antón.
En 1997, el que fuera presidente del Anderlecht, Constant Vanden Stock, admitió, ante un tribunal civil belga, haber pagado un millón de francos belgas (24.000 euros de ahora) al árbitro guipuzcoano, Emilio Guruceta, por dejar ganar a su equipo en la Copa de la UEFA de 1984. Sucedía en la vuelta de las semifinales ante el Nottingham. En la final, el Anderlecht cayó derrotado por penaltis ante el Tottenham.
En su memoria cada temporada se le concede al mejor árbitro español un trofeo que lleva su nombre, el Trofeo Guruceta.

## Palmarés
- 2 Premios Don Balón (1986 y 1987)